# Stanton-Gruppe
Die Stanton-Gruppe ist eine Gruppe kleiner und felsiger Inseln vor der Mawson-Küste des ostantarktischen Mac-Robertson-Lands. Sie liegen 6 km nordöstlich des Falla Bluff auf der Ostseite der Utstikkar-Bucht. Zu ihnen gehören die Insel Kamelen und die Hogg-Inseln.
Teilnehmer der British Australian and New Zealand Antarctic Research Expedition (1929–1931) unter der Leitung des australischen Polarforschers Douglas Mawson entdeckten sie im Februar 1931. Mawson benannte sie nach Arthur Max Stanton (1899–1963), dem Ersten Offizier des Forschungsschiffs RRS Discovery II von 1930 bis 1931.